# KTO Rosomak
 (novembre 2021).
Si vous disposez d'ouvrages ou d'articles de référence ou si vous connaissez des sites web de qualité traitant du thème abordé ici, merci de compléter l'article en donnant les références utiles à sa vérifiabilité et en les liant à la section « Notes et références ».
Le KTO Rosomak (KTO pour Kołowy Transporter Opancerzony, littéralement : Véhicule blindé à roues) est un véhicule de combat d'infanterie à huit roues motrices (8×8) créé en Pologne. Il appartient à la catégorie des véhicules de combat d'infanterie, à l'instar du VBCI français.
Le véhicule est une variante sous licence du Patria AMV finlandais, fabriqué localement par la société Wojskowe Zaklady Mechaniczne (Military Mechanical Works, WZM).
En 2002, le ministère polonais de la Défense signe un contrat avec la Finlande pour l'achat de 690 Patria AMV, qui seront fabriqués en Pologne. Les principaux concurrents de l'AMV sont le Mowag Piranha et le Steyr Pandur. La version polonaise comporte d'importants changements du Patria AMV original, tels que la capacité à pouvoir être transportée par un C-130 Hercules, ou à être amphibie. La commande initiale de 690 véhicules (qui sera plus tard portée à 895) est livrée en deux variantes de base : 
- 313 véhicules de combat armés d'un canon de 30 mm monté sur la tourelle. Plus tard, le nombre de véhicules pour cette variante sera augmenté de 3.
- 205 véhicules supplémentaires seront livrés dans une variante non spécifiée vers 2014-2018 (après que la livraison initiale fut achevée). Le nom Rosomak (glouton en polonais) a été choisi à la suite d'un concours organisé par un magazine polonais. Le Rosomak devra remplacer les OT-64 SKOT, devenus obsolètes, et une partie des BWP-1 IFV, actuellement en service dans l'armée polonaise.

La fabrication du KTO Rosomak relève d'une coopération internationale (sur les plans militaires et industriels), puisque Patria a signé un accord offset en juillet 2003 relatif à la production sous licence du véhicule. L’entreprise finlandaise a décidé de s’appuyer localement sur son partenaire polonais, l’entreprise WZM (Wojskowe Zakłady Mechaniczne SA), qui agit dès lors comme contractant. Le projet, baptisé « Patria Technology Transfer Poland », repose sur le transfert des données de fabrication et du savoir-faire à WZW. Pour l'occasion, ses unités de production de Siemianowice sont modernisées. Patria décide cependant de conserver ses droits sur le Rosomak en tant qu'unique fournisseur des composants les plus sensibles du véhicule.

## Variantes
- KTO Rosomak : variante de véhicule blindé de combat d'infanterie avec un canon ATK Mk 44 de 30 mm, monté sur une tourelle Hitfist-30P d'OTO Melara, également armée d'une mitrailleuse coaxiale UKM 2000C de 7,62 mm OTAN. La tourelle est équipée d'un système de contrôle de tir avancé avec vision thermique et d'un système d'alerte laser Obra, connecté à six pots  lance-fumigènes 81 mm ZM Dezamet 902A.

- KTO Rosomak M1 : variante de véhicule blindé de combat d'infanterie modifiée pour la guerre en Afghanistan, équipée d'un blindage additionnel en acier-composite, de coupe-câbles (utilisés notamment pour couper les fils reliés à des IED) à l'avant du pilote et de la trappe du commandant, de caméras vidéos à l'arrière et sur les côtés du véhicule, retransmettant les images sur deux écrans LCD situés dans le compartiment des troupes, et d'un système Pilar capable de détecter la direction des coups de feu. À cause du blindage additionnel, cette variante ne peut pas flotter et n'a donc pas d'hélices. Nouvelle, M1M type avec QuinetiQ RPGNet etc.

- Véhicule de combat à tour Hitfist-30P (Rosomak) - véhicule d'infanterie de combat à roues équipé d'une tour à deux places avec canon ATK Mk 44 pour cartouches de 30 × 173 mm et mitrailleuse UKM-2000C, 6 lance-grenades à fumée ZM Dezamet 902A calibre 81 mm combinée avec un système à auto obus SSP-1 OBRA-3 de Bumar Soldier S.A. usine. Les véhicules de cette version utilisés dans les missions à l'extérieur du pays disposaient d'un blindage balistique renforcé (Rosomak-M1) et d'une protection contre les missiles cumulatifs (RPG-7 et similaires) QinetiQ RPGNet (Rosomak-M1M).

- Rosomak-M2 et M3 transporteurs à plateau tournant  - équipée d'un plateau tournant avec des armes de tir (il pourrait être 7,62 mm wkm UKM-2000, 12,7 mm wkm NSW ou 40 mm lance-grenades Mk19). Cette version de patrouille du Wolverine a été utilisée en Afghanistan et au Tchad. Les véhicules utilisés en Afghanistan ont également reçu des blindages supplémentaires, semblables à ceux de la tour Hitfist-30P.
- Spike Rosomak-S - version de base non armée du transporteur, dans le compartiment de transport, il y a des fauteuils comme dans la version combat et de cadres pour le transport de lance-missiles Spike-LR.

- KTO Rosomak M3 : variante de transport de troupes blindé modifiée pour la guerre en Afghanistan, utilisant un équipement similaire au M1 (incluant le blindage additionnel). La principale différence est que cette variante est équipée d'une tourelle ouverte OSS-D avec un lance-grenades Mk19 de 40 mm, ou une mitrailleuse WKM-B, chambrée en 12,7 mm OTAN.

- KTO Rosomak WEM : (WEM pour Wóz Ewakuacji Medycznej, littéralement : Véhicule d'évacuation médicale) Variante véhicule d'évacuation médicale avec un équipage de 3 personnes, pour fournir les premiers soins médicaux, y compris la réanimation et la stabilisation des fonctions vitales dans les zones dangereuses, et l'évacuation des personnes les plus gravement blessées vers la zone où les hélicoptères de sauvetage médical peuvent atterrir, puis transporter les victimes aux hôpitaux de campagne. Capable d'emporter 3 blessés en position allongée et 4 autres en position assise.

- KTO Rosomak WD : (WD pour Wóz Dowodzenia, littéralement : Véhicule de Commandement) Véhicule de commandement pour les commandants de bataillons. Il a été préparé par WB Electronics et montré durant une démonstration fin 2008.

- Rosomak-WRT Véhicule de reconnaissance technique.
- Rosomak-WSRiD Système de reconnaissance et de surveillance multicapteurs.

- Moździerz Rak - canon de campagne automoteur de calibre 120 mm conçu en Huta Stalowa Wola monté sur le châssis KTO Rosomak (version à roues) y compris le système wagon incendie et véhicules d'accompagnement : commandement, reconnaissance, soutien technique et logistique (véhicules munition)

- KTO Rosomak Łowcza : Véhicule de commandement et de défense anti-aérienne, équipé du système Łowcza.

- Rosomak-R1 et R2 Véhicule de reconnaissance et de commande de reconnaissance  - dans un premier temps, une version plus courte (d'environ 60 cm) à six roues de la voiture de reconnaissance a été commandée pour les subdivisions de reconnaissance, puis la décision a été modifiée et une voiture de reconnaissance à huit roues, qui sera livrée en deux versions, a été choisie :

- Rosomak-WPT Véhicule d'assistance technique.

- Rosomak-NJ Véhicule auto-école

## Scipio
Scipio a été créé en 2015 en installant sur la plate-forme du véhicule KTO Rosomak 8×8 dans la version de base de la tourelle sans pilote Turra 30 produite par un groupe de sociétés slovaques DMD et EVPU. La tourelle a été conçue à l'origine pour la modernisation des véhicules slovaques BMP-1/BMP-2. Selon d'autres sources, la tourelle a été construite pour répondre aux exigences de l'armée slovaque en tant que successeur des transporteurs OT-64 SKOT.
La tourelle est armée d'un canon 2A42 de construction russe de calibre 30 mm fabriqué en Slovaquie, d'une mitrailleuse PKT de 7,62 mm et de deux projectiles dirigés antichars Konkours/Fagot, d'un système d'observation et de visée avec caméra TV et thermique, télémètre laser, système de stabilisation et poursuite automatique.r
La première présentation publique du transporteur Scipio a lieu lors du MSPO à Kielce en septembre 2015r.

### Rosomak-XP
La version transporteur présentée en septembre 2015 lors des PME à Kielce comme une proposition des entreprises Patria et Rosomak S.A.. Dans le cadre de la modernisation, le DMC a été porté de 26 à environ 30-32 tonnes. En outre, un nouveau moteur de 450 kW, un nouveau groupe motopropulseur, de nouvelles roues de taille 16.00R20, une nouvelle rampe d'atterrissage arrière et un nouveau degré de protection balistique et antimines ont été installés. Sur la base de l'expérience polonaise, la société finlandaise a développé une nouvelle version sous le nom AMV2 Havoc avec une masse totale autorisée de 32 tonnes, proposée par USMCr.

## Histoire au combat

### Guerre en Afghanistan

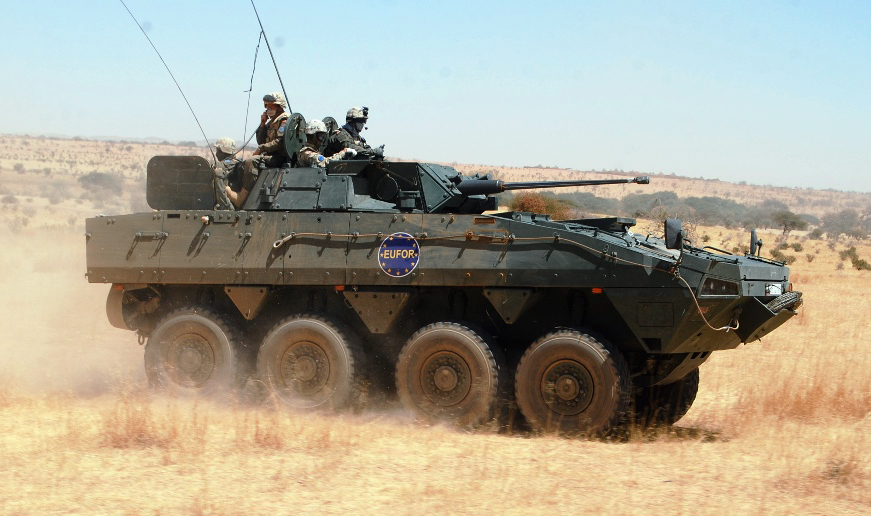
KTO Rosomak au Tchad, en mission dans le cadre de l'EUFOR

L'armée de terre polonaise, qui fait partie de la Force internationale d'assistance et de sécurité (ISAF), a en Afghanistan des KTO Rosomak en version de combat d'infanterie, de transport de troupes et d'évacuation médicale depuis 2007. Tous les véhicules présents là-bas sont équipés d'un blindage additionnel.

### Force européenne au Tchad
L'armée de terre polonaise, qui a fait aussi partie de l'EUFOR Tchad/RCA (2007-2009), a envoyé également au Tchad des Rosomak en version de combat d'infanterie, de transport de troupes et d'évacuation médicale.

### Utilisation dans l'armée polonaise
Les véhicules KTO Rosomak sont, en 2018, utilisés dans 4 brigades et 1 régiment des forces terrestres:
- 17e Brigade mécanisée de "Grande-Pologne"
- 12e Brigade mécanisée de "Szczecin"
- 15e Brigade mécanisée de "Giżyckiej"

(en 2018, seuls les mortiers de calibre 120 mm RAK, les véhicules d'évacuation médicale (WEM) et les véhicules de commandement KMO RAK ont été acceptés pour l'équipement de la brigade - en fin de compte, les versions avec tour sans pilote et canon de calibre 30 mm ont également été acceptées pour les équipements de la brigade)
- 21e Brigade de Fusiliers de "Podhale"

- Régiment d'appui au commandement de la Division multinationale Nord-Est Commandement du commandement

(Seulement les véhicules de soutien au commandement et à la téléinformation)

## Utilisateurs
- Pologne
- Émirats arabes unis
- Ukraine : 200 KTO Rosomaks, dont 100 fournis en 2023[6],[7]. La commande est financée par les États-Unis et l'Union européenne[8],[9].